# Phantom Tales of the Night
Phantom Tales of the Night (jap. ばけもの夜話づくし Bakemono no Yawazukushi) ist eine Mangaserie von Matsuri, die von 2016 bis 2022 in Japan erschien. Das Werk ist in die Genres Mystery und Drama einzuordnen und wurde in mehrere Sprachen übersetzt.

## Inhalt
Das Gasthaus Murakumo bietet allerlei Wesen in Not eine Unterkunft, ob Mensch oder nicht. Als Bezahlung verlangt der Eigentümer, ein persönliches Geheimnis des Gastes zu erfahren. Als der Schüler Tokihito Sasaki zufällig in das Haus gelangt und kein Geld hat, aber auch kein Geheimnis preisgeben kann, wird er daher vom Gastgeber immer mehr bedrängt, bis er zu fliehen versucht. Draußen verfolgen ihn Spukgestalten, bis ein Diener des Gasthauses ihn rettet. Dann wird ihm offenbart, dass er als wandelnder Toter hierhergekommen ist. So bleibt er zunächst und wird Zeuge vieler Gäste und deren Geschichten.

## Veröffentlichung
Die Serie erschien von Juli 2016 bis November 2022 im Magazin Gekkan Comic Gene beim Verlag Kadokawa. Dieser brachte die Kapitel auch in zwölf Sammelbänden heraus. Eine deutsche Übersetzung der Serie von John Schmitt-Weigand erscheint seit Februar 2025 bei Crunchyroll in bisher drei Bänden (Stand August 2025). Eine englische Fassung erschien bei Yen Press.
Eine Adaption als Hörspiel erschien im August 2018 als Beilage zum Gekkan Comic Gene mit Takuma Nagatsuka, Toshiki Masuda und Hiroki Yasumoto in den Hauptrollen.